# أقسو
أقسو (بالصينية:阿克苏 بالأويغورية:ئاقسۇ ) مدينة في محافظة أقسو الصينية في شينجيانغ وتعني أقسو حرفياً باللغة التركية المياة البيضاء أغلب السكان مسلمين من [محل شك] الأويغور اقتصاد أقسو معظمها زراعية مثل القطن والحبوب والفواكه والزيوت، والشمندر و الصناعية مثل النسيج والاسمنت والصناعات الكيماوية 

## المناخ
يظهر الجدول التالي التغييرات المناخية على مدار السنة لأقسو:
| البيانات المناخية لـأقسو           | البيانات المناخية لـأقسو | البيانات المناخية لـأقسو | البيانات المناخية لـأقسو | البيانات المناخية لـأقسو | البيانات المناخية لـأقسو | البيانات المناخية لـأقسو | البيانات المناخية لـأقسو | البيانات المناخية لـأقسو | البيانات المناخية لـأقسو | البيانات المناخية لـأقسو | البيانات المناخية لـأقسو | البيانات المناخية لـأقسو | البيانات المناخية لـأقسو |
| الشهر                              | يناير                    | فبراير                   | مارس                     | أبريل                    | مايو                     | يونيو                    | يوليو                    | أغسطس                    | سبتمبر                   | أكتوبر                   | نوفمبر                   | ديسمبر                   | المعدل السنوي            |
| ---------------------------------- | ------------------------ | ------------------------ | ------------------------ | ------------------------ | ------------------------ | ------------------------ | ------------------------ | ------------------------ | ------------------------ | ------------------------ | ------------------------ | ------------------------ | ------------------------ |
| الدرجة القصوى °م (°ف)              | 7.3 (45.1)               | 13.7 (56.7)              | 25.0 (77.0)              | 34.5 (94.1)              | 35.0 (95.0)              | 37.0 (98.6)              | 39.6 (103.3)             | 38.4 (101.1)             | 34.2 (93.6)              | 28.0 (82.4)              | 20.2 (68.4)              | 9.5 (49.1)               | 39.6 (103.3)             |
| متوسط درجة الحرارة الكبرى °م (°ف)  | −0.9 (30.4)              | 4.6 (40.3)               | 12.9 (55.2)              | 21.9 (71.4)              | 26.6 (79.9)              | 29.6 (85.3)              | 31.2 (88.2)              | 30.2 (86.4)              | 25.9 (78.6)              | 18.9 (66.0)              | 9.1 (48.4)               | 0.8 (33.4)               | 17.6 (63.6)              |
| المتوسط اليومي °م (°ف)             | −7.8 (18.0)              | −2.2 (28.0)              | 6.3 (43.3)               | 14.7 (58.5)              | 19.2 (66.6)              | 22.1 (71.8)              | 23.8 (74.8)              | 22.5 (72.5)              | 17.8 (64.0)              | 10.3 (50.5)              | 1.8 (35.2)               | −5.5 (22.1)              | 10.3 (50.5)              |
| متوسط درجة الحرارة الصغرى °م (°ف)  | −13.3 (8.1)              | −7.8 (18.0)              | 0.1 (32.2)               | 7.6 (45.7)               | 12.1 (53.8)              | 14.8 (58.6)              | 16.6 (61.9)              | 15.6 (60.1)              | 10.8 (51.4)              | 3.7 (38.7)               | −3.1 (26.4)              | −10 (14)                 | 3.9 (39.1)               |
| أدنى درجة حرارة °م (°ف)            | −25.2 (−13.4)            | −24.4 (−11.9)            | −10.9 (12.4)             | −3.1 (26.4)              | 2.7 (36.9)               | 6.0 (42.8)               | 8.7 (47.7)               | 8.3 (46.9)               | 1.4 (34.5)               | −4.5 (23.9)              | −12.9 (8.8)              | −23.4 (−10.1)            | −25.2 (−13.4)            |
| الهطول مم (إنش)                    | 1.6 (0.06)               | 2.4 (0.09)               | 3.5 (0.14)               | 2.5 (0.10)               | 8.9 (0.35)               | 14.0 (0.55)              | 16.0 (0.63)              | 14.1 (0.56)              | 6.2 (0.24)               | 2.3 (0.09)               | 0.5 (0.02)               | 2.4 (0.09)               | 74.4 (2.92)              |
| متوسط أيام هطول الأمطار (≥ 0.1 mm) | 2.3                      | 2.2                      | 1.6                      | 1.5                      | 3.1                      | 5.3                      | 6.6                      | 6.3                      | 3.3                      | 1.1                      | 0.7                      | 1.9                      | 35.9                     |
| المصدر: Weather China              |                          |                          |                          |                          |                          |                          |                          |                          |                          |                          |                          |                          |                          |

## أعلام
- إسماعيل بيك